# Štefan Senecký
Štefan Senecký (ur. 6 stycznia 1980 w Nitrze) – słowacki piłkarz grający na pozycji bramkarza.
W reprezentacji Słowacji zadebiutował 22 sierpnia 2007 w wygranym 1:0 towarzyskim spotkaniu z reprezentacją Francji. Obecnie w eliminacjach do Mistrzostw Świata w RPA rywalizuje o miejsce w składzie z Jánem Muchą.